# Simpang Tuan
Simpang Tuan is een bestuurslaag in het regentschap Tanjung Jabung Timur van de provincie Jambi, Indonesië. Simpang Tuan telt 1858 inwoners (volkstelling 2010).